# Cryptoblepharus burdeni
Espèce
Synonymes
- Cryptoblepharus boutonii burdeni Dunn, 1927

Cryptoblepharus burdeni est une espèce de sauriens de la famille des Scincidae.

## Répartition
Cette espèce est endémique d'Indonésie. Elle se rencontre sur les îles de Florès, de Padar et de Komodo.

## Étymologie
Cette espèce est nommée en l'honneur de William Douglas Burden (1898–1978).

## Publication originale
- Dunn, 1927 : Results of the Douglas Burden expedition to the island of Komodo. 3. Lizards from the East Indies. American Museum Novitates, no 288, p. 1-13 (texte intégral).